# Baureihe E 63
Baureihe E 63 – lokomotywa elektryczna produkowana w latach 1935–1940 dla kolei niemieckich.

## Historia
Po zelektryfikowaniu bawarskich linii kolejowych kolej niemiecka potrzebowała lokomotyw elektrycznych do prowadzenia pociągów towarowych oraz pasażerskich. Koleje niemieckie zamówiły 8 elektrowozów, które stacjonowały w lokomotywowni w Monachium. Elektrowozy eksploatowano na górskich liniach kolejowych w Bawarii i Wirtembergii. Jeden elektrowóz zachowano jako eksponat zabytkowy.